# Théodore Sauzier
Théodore Sauzier (* 15. September 1829 in Saint-Joseph, Réunion; † 30. November 1904 in Neuilly-sur-Marne, Frankreich) war ein französischer Notar, Gelehrter und Naturforscher, der vor allem durch seine Grabungen in der Fossillagerstätte Mare aux Songes auf Mauritius bekannt wurde und dort zahlreiche subfossile Überreste von ausgestorbenen Vogelarten und Schildkröten der Gattung Cylindraspis fand.

## Leben

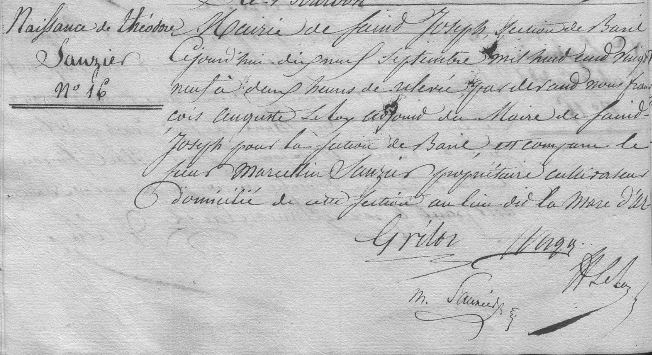
Eintrag seiner Geburt 15. September 1829 (Teil 1)

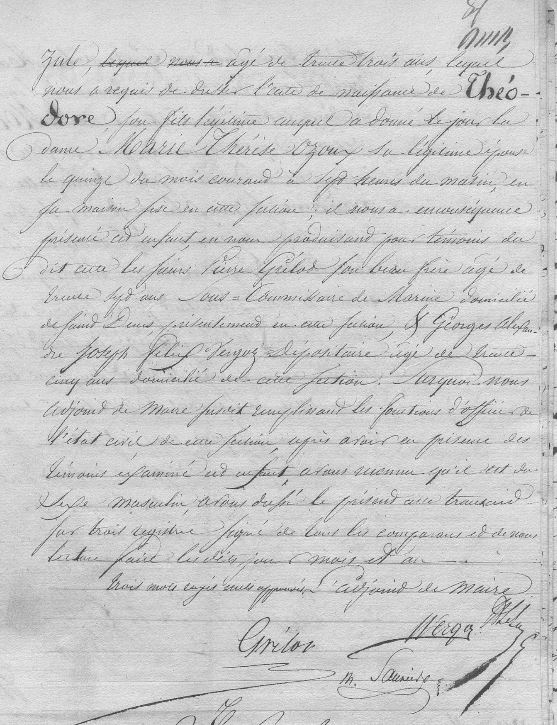
Eintrag seiner Geburt 15. September 1829 (Teil 2)

Sauzier wurde als Sohn von Marcelin Sauzier und Thérèse Ozoux auf der Maskareneninsel Réunion geboren. Er hatte eine Schwester und zwei Brüder. Nach seiner Ausbildung in Paris siedelte Sauzier nach Mauritius über, wo er mit seiner Familie als Pflanzer lebte. 1849 war er einer der jüngsten Teilnehmer beim Phalanstère-Bankett der Fourieristen in Port Louis, Mauritius. 1852 musste sich Sauzier wegen eines tödlich verlaufenden Duells vor Gericht verantworten und eine Zeit lang ins Exil gehen. Dieser Fall ging als erster Geschworenenprozeß in die Justizgeschichte von Mauritius ein. Von 1868 bis 1875 arbeitete er als Notar in Port Louis. Anschließend ließ sich Sauzier in Paris nieder. Seine Praxis überließ er seinem Schwager Edouard Baissac. In Frankreich entwickelte er ein wissenschaftliches und historisches Interesse an Mauritius. Mit großer Leidenschaft sammelte er seltene Bücher, Broschüren und Studien zum Thema. Vor allem war er von der Naturgeschichte und der Ornithologie fasziniert. 1888 kehrte er nach Mauritius zurück, wo er von Gouverneur John Pope Hennessy zum Vorsitzenden des paläontologischen Ausschusses Comité des Souvenirs Historiques ernannt wurde. Von 1889 bis 1891 übernahm er die Grabungsleitung in der Fossillagerstätte Mare aux Songes. Hier fand er nicht nur eine große Anzahl von Dodoknochen (Raphus cucullatus), sondern auch subfossiles Material von weiteren ausgestorbenen Vogelarten, darunter von der Mauritius-Eule (Mascarenotus sauzieri), der Mauritiusente (Anas theodori), vom Mauritius-Papagei (Lophopsittacus mauritianus), von Astur alphonsi (heute ein Synonym für die Réunionweihe (Circus maillardi)), von der Mauritius-Fruchttaube (Alectroenas nitidissima), vom Mauritius-Nachtreiher (Nycticorax mauritianus), von der Mauritius-Ralle (Aphanapteryx bonasia), von der Rallenart Dryolimnas chekei, die erst 2019 beschrieben wurde, vom Maskarenen-Blässhuhn (Fulica newtoni), von Plotus nanus (heute ein Synonym für die Riedscharbe (Phalacrocorax africanus)) sowie von der Mauritius-Gans (Alopochen mauritianus). Ferner sammelte er Knochen der ausgestorbenen Schildkrötenarten Cylindraspis inepta und Cylindraspis triserrata.
1894 präsentierte Sauzier der Royal Society of Arts and Sciences of Mauritius ein von Alphonse Milne-Edwards zusammengesetztes Dodo-Skelett sowie Reproduktionen von Zeichnungen des Dodos von Roelant Savery, von der Mauritius-Ralle und von der Mauritius-Fruchttaube.
Sauzier veröffentlichte mehrere wissenschaftliche Artikel und Monographien, darunter La piastre Decaen : numismatique coloniale, Ile de France (1886), Un projet de république à l’île d’Éden (l’île Bourbon) en 1689 par le Mis Henri Du Quesne (1887), Notice bibliographique sur les calendriers-almanachs publies a l’Ile Maurice de l’origine a ce jour (1889), Les tortues de terres gigantiques des Mascareignes et de certaines autres iles de la mer des Indes (1893), Le gisement de perroquets fossiles de l’Ile Maurice (1893), La tortue terrestre gigantesque de Colombo (1894), Sur des os du dodo et sur des os d’autres oiseaux eteints de Maurice, recemment obtenus (1894, französische Übersetzung des Artikels On additional Bones of the Dodo and other Extinct Birds of Mauritius obtained by Mr. Theodore Sauzier von Edward Newton aus dem Jahr 1893), sowie Sur une gigantesque tortue terrestre, d’apres un specimen vivant des iles Egmont (1895). Die 1892 von ihm beschriebene Art Testudo sumeirei gilt heute als Synonym zur Nominatform der Aldabra-Riesenschildkröte (Aldabrachelys gigantea (Schweigger, 1812)).

## Dedikationsnamen
Edward Newton und Hans Friedrich Gadow benannten 1893 die Mauritius-Eule (Otus sauzieri) und die Mauritiusente (Anas theodori) zu Ehren von Sauzier. Testudo sauzieri Gadow, 1894 gilt heute als Synonym von Cylindraspis inepta (Günther, 1873).